# Pneumotórax espontâneo primário

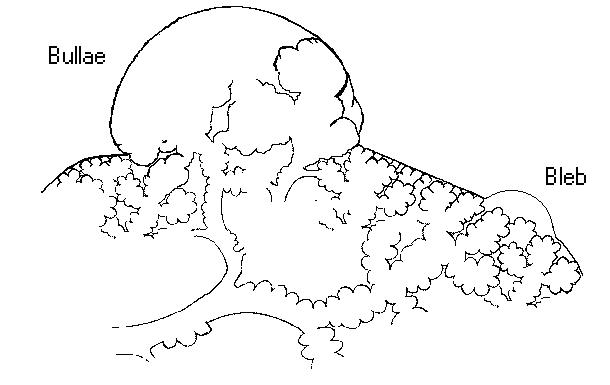
Pneumotórax espontâneo primário

O pneumotórax espontâneo primário tem como principal causa a rotura de pequena vesícula enfisematosa subpleural denominada bleb, ou a rotura de bolha enfisematosa subpleural denominada bullae.

A denominação bleb foi introduzida na literatura por W S Miller em 1947, distinguindo-a anatomicamente da bullae.

As vesículas enfisematosas subpleurais (blebs) têm origem na rotura alveolar, após a qual o ar segue distalmente no interstício do septo lobular secundário até a limitante interna da pleura visceral, descolando-a e formando uma vesícula enfisematosa subpleural ou bleb. Geralmente é de pequeno tamanho o deslocamento provocado pelo enfisema intersticial subpleural, podendo atingir até 2 cm de diâmetro.

As bolhas enfisematosas subpleurais (bullae) foram classificadas por L Reid em:
- Tipo I, pequena quantidade de tecido pulmonar hiperinsuflado com base estreita (pediculada) sem parênquima pulmonar no interior;
- Tipo II, hiperinsuflação relativamente menor com base larga (séssil), usualmente com pulmão evanescente no interior;
- Tipo III, hiperinsuflação de uma grande porção do pulmão estendendo-se até o hilo pulmonar, sem borda definida e com parênquima evanescente em toda bolha.

Existem evidências da etiologia congênita, entretanto, a patogênese das bolhas permanece discutível.

## Alterações histológicas
A ausência das células mesoteliais pleurais foi demonstrada na histologia através da microscopia eletrônica de varredura. Ocorre principalmente na fina superfície externa das bolhas do tipo I e em algumas áreas na superfície nas bolhas do tipo II.
Atribui-se que a distensão da bolha ocorra devido à menor tensão superficial de sua parede (lei de Laplace).

## Estudos radiográficos
As vesículas ou bolhas enfisematosas subpleurais têm localização preferencial nos contornos apicais dos lobos pulmonares e sua constatação em radiografias simples de tórax é de aproximadamente 15%.

A tomografia computadorizada de tórax de cortes finos de 1 a 1,5 mm apresenta maior sensibilidade diagnóstica, e quando é realizada em pacientes com pneumotórax espontâneo primário as lesões enfisematosas apicais subpleurais estão presentes em cerca de 80% dos casos estudados.

## Classificação quanto ao aspecto cirúrgico

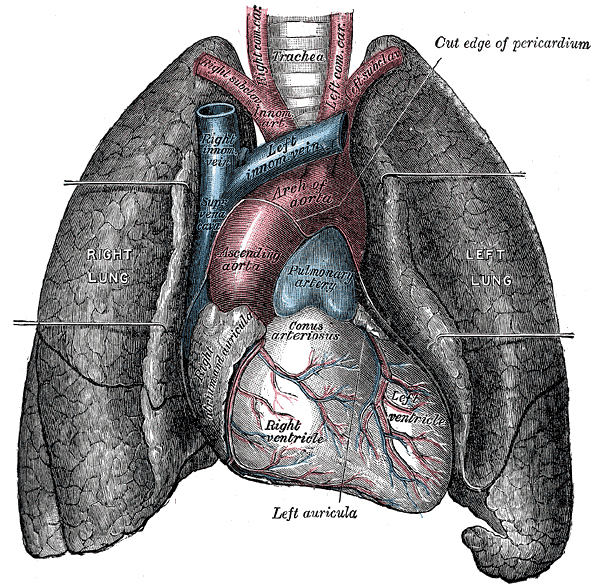

As lesões enfisematosas subpleurais são encontradas em aproximadamente 85% dos casos de pneumotórax espontâneo primário submetidos ao tratamento cirúrgico.
Ainda não existe consenso na literatura quanto à classificação anatômica das lesões enfisematosas.

Entre os achados mais freqüentes descritos durante a exploração cirúrgica, têm-se:

- O pulmão com aparência normal.
- O pulmão com complexo cicatricial apical, no qual o pneumotórax pode ter origem em pequena fístula alveolar ou bronquiolar, circundada por tecido fibrótico, com aproximadamente 1 mm de diâmetro.
- O ápice ou borda do pulmão com pequena vesícula enfisematosa subpleural (bleb) única ou múltipla menor que 2 cm de diâmetro.
- Bolha enfisematosa subpleural única ou múltipla (aglomerados em forma de cacho), e maior que 2 cm de diâmetro, localizada em um único segmento pulmonar.
- Bolha enfisematosa subpleural de múltipla localização no mesmo lobo ou em lobos diversos ou bilateral.
- Enfisema lobar.
- Bolha gigante.
- Aderências pleuropulmonares membranosas multiformes e ou multisseptadas na região das bolhas enfisematosas subpleurais ocorrem, geralmente, no pneumotórax recidivante.
- O pneumotórax crônico membranoso multiloculado pode comprometer grande parte da cavidade pleural, ocorrendo também no pneumotórax recidivante.
- O hidropneumotórax pode estar relacionado à produção do líquido pleural durante o período de cura espontânea.
- O hemopneumotórax espontâneo está relacionado à ruptura de aderências vascularizadas cordoniformes pleuropulmonares durante o colapso pulmonar.

## Tratamento
- Clínico

O tratamento clínico é realizado com repouso relativo do paciente
- Tratamento cirúrgico

O tratamento cirúrgico geralmente é realizado pelo cirurgião especialista em cirurgia torácica